# Асиміляція талишів
Асиміляція талишів— пропагандистський наратив[джерело?], створений владою Азербайджанської РСР та радянськими етнографами, що стверджує про нібито «повну та добровільну асиміляцію» талишів у азербайджанців в радянському Азербайджані. Цей міф був створений для виправдання асиміляційної політики керівництва Азербайджанської РСР стосовно талишского народу і поширювався за допомогою різних засобів, включаючи енциклопедії, карти та підручники.

## Хід подій
За радянських часів талиші, як і багато інших мусульманських та іранських народів, зазнали посиленої асиміляції (азербайджанізації/тюркізації) з боку влади Азербайджанскої РСР. На думку дослідників, талиська ідентичність за радянських часів посилено придушувалась.
Відповідно до перепису 1939 року в Азербайджанській РСР налічувалося 87 510 талишів. Таким чином, талиші були п'ятою за чисельністю національністю в Азербайджані (після азербайджанців, росіян, вірмен і лезгін), будучи однією з найбільших етнічних меншин республіки. Проте перепис 1959 року нарахував в Азербайджані лише 85 осіб талиської національності. Офіційне пояснення влади практично повного «зникнення» талишів у цьому переписі полягало у тому, що «таліші добровільно та масово визначали себе як азербайджанців» перед переписчиками. У своїй книзі Кріста Ґофф показує, наводячи документальні свідчення, що московське Центральне статистичне управління мало плани включити категорію талишської національності до перепису 1959 року, але ця категорія була виключена у процесі збирання та підготовки звітності перепису у самому Азербайджані.
Керівництво Азербайджанської РСР, використало дані перепису населення в радянській етнографії, створюючи наратив про «цілком добровільну та природну асиміляцію» талиського народу. Послідувало продукування великої кількості етнографічного, лінгвістичного, історико-географічного та іншого матеріалу, що розвивав і відтворював наративи, покликані, за словами Ґофф, виправдовувати національне «стирання» талишів і зміцнювати офіційний міф про їхню «добровільну асиміляцію». Радянські етнографи, що описували «асиміляцію», акцентували спільні риси талишів в культурі та побуті з азербайджанцями і представляли «асиміляцію» іраномовних талишів тюркомовними азербайджанцями «вражаючим досягненням» радянської держави, «етноісторичним прогресом». Так, наприклад, Велика радянська енциклопедія почала говорити, що «в СРСР талиші майже злилися з азербайджанцями, яким дуже близькі за матеріальною та духовною культурою, тому не виділені у переписі 1970». На думку дослідників, «стирання» талишів з переписів, як і деяких інших народів, було одним із основних способів збільшення «титульної» азербайджанської більшості в республіці та її гомогенізації.
Ця асиміляційна політика чинила великий соціальний, політичний та економічний тиск на талишів та на їхнє повсякденне життя, стимулюючи їх до «злиття» з титульною азербайджанською нацією. Так, наприклад, талиші не могли зареєструватися як представники талиської національності в офіційних документах, а батьки не могли записати своїх дітей до шкіл з викладанням талішською мовою. Деякі талиші клопотали перед владою про свої права бути ідентифікованими як талиші у державних документах, але всі ці прохання владою відхилялися до 1989 року. Інші, не знаходячи іншого виходу, приймали азербайджанську ідентифікацію, щоб уникнути дискримінації в повсякденному житті, наприклад, при прийомі на роботу. Кріста Ґофф також наводить історії талишів, які зізнавалися, що через стигматизацію їхньої національності, відсутність шкіл, книг та інших ресурсів у талишів Азербайджану, а також відсутність будь-яких преференцій бути талишем, вони віддавали перевагу азербайджанській самоідентифікації та азербайджанській мові, навіть боячись, що їхні діти можуть зіткнутися з дискримінацією, якщо говоритимуть азербайджанською з талишським акцентом. Представники талишського народу часто засвоювали ці асиміляційні наративи про себе, які їм розповідали і які вони знаходили в енциклопедіях, статтях та іншому друкованому матеріалі.
З 1960 по 1989 роки талиші не включалися до перепису як окрема етнічна група, оскільки вважалися частиною азербайджанців (азербайджанських тюрок), хоча говорять не тюркською, а іранською мовою.
У 1978 року у Центральне статистичне управління у Москві та газету «Правда» звернулася частина талишів із колективними скаргами у тому, що переписувачі відмовляються реєструвати їх як талишів у майбутньому перепису 1979 року. На що їм у відповідь начальник Відділу управління всесоюзного перепису А. А. Ісупов написав, що категорія талиської національності не буде включена в перепис, тому що, як він писав посилаючись на етнографічний звіт про асиміляцію талишів, талиші тепер азербайджанці.
У своїй книзі Кріста Ґофф наводить інтерв'ю з талишами: «Під час цих переписів [з 1959 по 1979 рік] нас ніхто не запитував ні про нашу національність, ні про самоідентифікацію. Переписчики сиділи в районній чи сільській конторі та заздалегідь заповнювали національний склад населення за наказом зверху. Потім вони просили нас заповнювати інші рядки». Також респонденти ділилися з Ґофф історіями про те, як переписувачі записували їх в «азербайджанці», коли вони представлялися талишами, і заперечували існування талишської національності; крім того, при збиранні інформації для перепису працівники уникали категорій рідної мови та національності. У ході підготовки матеріалів до перепису населення 1970 року деякі етнографи та картографи в Москві висловили сумніви щодо даних переписів, заявляючи, що відповідальні за переписи азербайджанські органи штучно асимілювали талишів і «представляють свій регіон як більш етнічно однорідну, а азербайджанську націю більш консолідовану», ніж є насправді.
За твердженням Ґофф, щоб виправдати асиміляційну політику щодо нетитульних меншин, азербайджанські чиновники та вчені з 1950-х років все частіше почали говорити про «нібито давнє місцеве походження азербайджанської нації», включаючи меншини, у тому числі талишів, у її історію. Таким чином, наголошуючи, що талиші та інші народи Азербайджанської РСР «походять від того ж давнього населення», що й азербайджанці (азербайджанські тюрки), вони, намагалися видати формування тюркоцентристського радянського азербайджанського народу за «природний багатовіковий процес, а не результат насильницької асиміляції, як стверджували деякі меншини».
Лише 1989 року категорія талиської національності була повернута в переписі, відразу нарахувавши 21 196 талишів.